# بيير باربو
بيير باربو (بالفرنسية: Pierre Barbaud)‏ (10 أكتوبر 1911 - 10 سبتمبر 1990)، هو مخترع الموسيقى الخوارزمية(بالإنجليزية. كان الأول في فرنسا، والثاني في العالم بعد ليجارين هيلر، الذي استخدم الكمبيوتر بشكل منهجي للتأليف والعمل الموسيقي.